# Stralendorf
Stralendorf est une ville d'Allemagne du land de Mecklembourg-Poméranie-Occidentale et une commune de l'arrondissement de Ludwigslust-Parchim.

Localisation de l'"amt" de Stralendorf.

À la Renaissance, le village de Stralendorf était la propriété du duc de Mecklembourg.
En 1994, Stralendorf fusionna avec Hagenow et Ludwigslust pour former l'arrondissement actuel de Ludwigslust.
Stralendorf constitue aujourd'hui une "amt", une subdivision de l'arrondissement de Ludwigslust-Parchim.